# آریل (مواد آلی)
آریل (به انگلیسی: Aryl) در بحث مولکول‌های آلی، به یک گروه عاملی یا یک مادهٔ جایگزین گرفته شده از یک حلقهٔ آروماتیک مانند فنیل، نفتالین، تینیل، ایندونیل و… بازمی‌گردد. (آریل یک نام کوتاه شده‌است که در حالت عمومی کاربرد دارد، نگاه کنید به نام‌گذاری اتحادیه بین‌المللی شیمی محض و کاربردی همچنین نام "Ar" برای دربردارندهٔ گروه آریل در نمودار ساختارهای شیمیایی به کار می‌رود)
به هر فرایندی که در آن یک گروه آریل توسط یک گروه زیرین (substrate) جذب شود، آریلی شدن یا آریلاسیون (به انگلیسی: Arylation) می‌گوییم.
- یک گروه سادهٔ آریل، فنیل C۶H۵ است که از بنزن گرفته شده‌است.
- گروه تولیل (tolyl) با فرمول CH۳C۶H۴ از تولوئن (متیل بنزن) گرفته شده‌است.
- گروه زایلیل (xylyl) با فرمول (CH۳)۲C۶H۳ از زایلن (دی متیل بنزن) گرفته شده‌است.
- گروه نفتیل با فرمول C۱۰H۷ از نفتالین گرفته شده‌است.

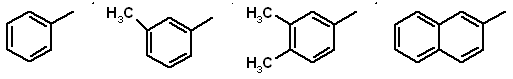
نمونه‌ای از گروه‌های آریل. از چپ به راست: فنیل، تولیل، زایلیل (o-xylyl)، نفتیل.